# Seinpost (restaurant)
Seinpost is een restaurant gevestigd aan de Zeekant in Scheveningen. Het menu bestaat voornamelijk uit vis en schaaldieren, maar ook uit vlees en bijvoorbeeld truffels. Het restaurant had een Michelinster in de periodes 1985-1989 en 2006-2016.
In de eerste periode was Henk Savelberg de chef-kok. In de tweede periode was dat Gert-Jan Cieremans.
Het gebouw, gelegen op het Seinpostduin, is een rond paviljoen dat deel uitmaakt van een rond 1980 aangelegd gebouwencomplex met appartementen. Op het paviljoen staat het metershoge bronzen beeld van Neptunus, dat sinds 1886 café-restaurant De Seinpost had bekroond. Dit gebouw werd in 1976 gesloopt. Het nieuwe restaurant Seinpost opende in 1982. In 2015 kreeg het officieel een nieuwe naam, Visrestaurant Cottontree Mer by Gert Jan. Dit restaurant sloot in februari 2018 de deuren. Vanaf januari 2019 was Seinpost Indonesia in het pand gevestigd. Vanaf juni 2024 is er Chefsbar Seinpost gevestigd. Eigenaren zijn Maurice Hagenaar en Raymond Slats. In het huidige Seinpost wordt een vast menu geserveerd bestaande uit 5 gangen met een uitbreiding naar 8 gangen. Er wordt een internationale keuken gevoerd met krachtige smaken en vooral vis als hoofdcomponent. 